# Without You (песня Badfinger)
«Without You» (рус. Без тебя) — песня, написанная музыкантами британской рок-группы Badfinger Питом Хэмом и Томом Эвансом. По данным ASCAP, у баллады существуют более 180 кавер-версий, которые много раз появлялись в Billboard Hot 100, в том числе на вершине хит-парада. Пол Маккартни назвал её самой «убойной песней всех времён (англ. the killer song of all time)».

## Оригинал группы Badfinger
Впервые записанная рок-группой Badfinger, песня была сочинена двумя её участниками. Пит Хэм написал песню, первоначально названную «If It’s Love», но ей не хватало сильного припева. Одновременно Том Эванс писал другую песню, но он был неудовлетворен куплетами, и тогда оба участника решили объединить свои части. По словам музыкантов, во время записи песни им казалось, что она не имеет большого потенциала, и поэтому трек пристроили последним на стороне «А» альбома No Dice 1970 года. В качестве сингла он не был выпущен.
Композиция написана в тональности фа мажор, в медленном темпе, составляющем 70 ударов в минуту, и исполнена в вокальном диапазоне F4 — B♭6. Главный герой этой баллады признаётся возлюбленной, что он «не может жить, если жить придётся без тебя». Словно претворяя в жизнь текст песни, оба автора позже совершили самоубийство.

## Версия Гарри Нилссона
В то время более известный благодаря созданию таких хитов, как «Everybody’s Talkin'» в собственном исполнении и «One» для Three Dog Night, Гарри Нилссон впервые услышал «Without You» на вечеринке и принял её за песню The Beatles. Узнав о своей ошибке, он решил перепеть песню для альбома Nilsson Schmilsson 1971 года.
Композиция была записана в тональности ми мажор и ещё более медленном темпе, составляющем 66 ударов в минуту, и исполнена в вокальном диапазоне B3 — B5. В записи были использованы гитара и фортепиано, на котором играл Гари Райт, известный тогда как участник британской группы Spooky Tooth и ставший позже успешным сольным артистом.
Выпущенная в качестве сингла, она возглавляла американские хит-парады Billboard Hot 100 (в течение четырёх недель с 13 февраля до 11 марта 1972 года) и Adult Contemporary (пять недель). В Великобритании, где было продано почти 800 000 экземпляров, песня провела пять недель на первом месте, начиная с 11 марта. За её исполнение Нилссон в том же году получил премию «Грэмми» в категории «Лучшее мужское вокальное поп-исполнение». Кавер-версия Гарри Нилссона стала самым большим хитом в карьере певца. Продюсер сингла Ричард Перри позднее так объяснил его успех: «Это была необычная запись для того времени. Она была мощной балладой с низким фоновым ритмом, и хотя с тех пор многие артисты записывали песни подобным образом, никто не делал этого до нас».
Хотя Нилссон редко выступал вживую, в сентябре 1992 года он исполнил эту песню с Ринго Старром и его группой All-Starr Band в Сизарс-пэлас (Лас-Вегас).

### Хит-парады
| Хит-парад (1972)                   | Макс. позиция |
| ---------------------------------- | ------------- |
| Великобритания (UK Singles Chart)  | 1             |
| Канада (Canadian Hot 100)          | 1             |
| США (Billboard Hot 100)            | 1             |
| США (Billboard Adult Contemporary) | 1             |

## Версия Мэрайи Кэри
«Without You» стала второй (после джексоновской «I’ll Be There») кавер-версией в творчестве Мэрайи Кэри. По словам певицы, она решила перепеть песню, когда услышала её в ресторане.
Версия Мэрайи Кэри была выпущена в качестве третьего сингла альбома Music Box в начале 1994 года. В Соединенных Штатах его выпустили 24 января 1994 года, спустя всего чуть больше недели после смерти Нилссона от сердечного приступа. В США он рекламировался как сингл с двумя хитами (англ. double A-side) вместе с «Never Forget You».
В песне Кэри использует более низкий диапазон своего голоса, в том числе на бэк-вокале, который был усилен, для того чтобы звучать как большой хор госпела. Её версия была очень популярна в шоу талантов. «Without You» была позднее включена в некоторые неамериканские тиражи её сборника #1’s (1998).

### Положение в хит-парадах
«Without You» достиг третьего места в Billboard Hot 100 и продержался в сороковке в течение 21 недели, а также добрался до второй строки в Billboard Hot 100 Airplay и до третьей — в Hot 100 Singles Sales. Благодаря активной ротации на радио и успешным продажам сингл получил статус золотого от RIAA. Он занял 16-ю позицию в итоговом хит-параде Hot 100 за 1994 год.
Сингл имел успех по всей Европе и остаётся самым большим хитом Кэри за пределами США. В Великобритании он стал её первым и на сегодняшний день единственным синглом номер один, а также одним из двух синглов Кэри, получивших статус золотого; он дебютировал на первой строчке и оставался на ней в течение четырёх недель. Кроме того, сингл был лидером хит-парадов в Италии, Германии, Австрии, Швеции, Ирландии и Новой Зеландии; наибольшего успеха он добился в Швейцарии (10 недель на первом месте) и Нидерландах (12 недель). Ему удалось попасть в лучшую тройку в Канаде, Франции, Норвегии и Австралии. Сингл получил статус платинового от ARIA в Австралии и от IFPI в Германии и Австрии, а также золотого — от RIANZ в Новой Зеландии и от SNEP во Франции.
«Without You» занимает второе место в списке самых продаваемых синглов Мэрайи Кэри (продано 445 000 экземпляров).

### Список композиций
Мировой CD-сингл
1. «Without You» — 3:38
2. «Never Forget You» — 3:45

Европейский макси CD-сингл № 1
1. «Without You» — 3:38
2. «Never Forget You» — 3:45
3. «Dreamlover (live)» — 4:09

Европейский макси CD-сингл № 2
1. «Without You» — 3:38
2. «Vision of Love» — 3:28
3. «I’ll Be There» (Featuring Trey Lorenz) — 4:28
4. «Love Takes Time» — 3:48

### Хит-парады
| Хит-парад (1994)                  | Хит-парад (1994)                  | Макс. позиция |
| --------------------------------- | --------------------------------- | ------------- |
| Австралия (ARIA)                  | Австралия (ARIA)                  | 3             |
| Австрия (Ö3 Austria Top 75)       | Австрия (Ö3 Austria Top 75)       | 1             |
| Великобритания (UK Singles Chart) | Великобритания (UK Singles Chart) | 1             |
| Германия (Media Control AG)       | Германия (Media Control AG)       | 1             |
| Ирландия (IRMA)                   | Ирландия (IRMA)                   | 1             |
| Канада (Canadian Hot 100)         | Канада (Canadian Hot 100)         | 2             |
| Нидерланды (Dutch Top 40)         | Нидерланды (Dutch Top 40)         | 1             |
| Новая Зеландия (RIANZ)            | Новая Зеландия (RIANZ)            | 1             |
| США                               | Billboard Hot 100                 | 3             |
| США                               | Hot R&B/Hip-Hop Songs (Billboard) | 7             |
| США                               | Adult Contemporary (Billboard)    | 4             |
| Франция (SNEP)                    | Франция (SNEP)                    | 2             |
| Швейцария (Media Control AG)      | Швейцария (Media Control AG)      | 1             |
| Швеция (Sverigetopplistan)        | Швеция (Sverigetopplistan)        | 1             |
| European Hot 100 Singles          | European Hot 100 Singles          | 1             |

| Хит-парад (1994)  | Позиция |
| ----------------- | ------- |
| Billboard Hot 100 | 16      |

| Страна (Провайдер)     | Сертификация |
| ---------------------- | ------------ |
| Австралия (ARIA)       | Платиновый   |
| Австрия (IFPI)         | Платиновый   |
| Великобритания (BPI)   | Золотой      |
| Нидерланды (NVPI)      | Платиновый   |
| Новая Зеландия (RIANZ) | Платиновый   |
| США (RIAA)             | Золотой      |
| Франция (SNEP)         | Золотой      |
| Швейцария (SMC)        | Золотой      |

## Другие кавер-версии

### 1970-е
- Энди Уильямс — Love Theme From The Godfather (1971)
- Ширли Бэсси — And I Love You So (1972) и испаноязычная версия, названная «Sin Ti», в альбоме La Mujer (1989)[41][42].
- Cilla Black — Day by Day (1973)[43]
- Heart — Magazine (1978)[44]

### 1980-е
- Melissa Manchester — For The Working Girl (1980)[45]
- Brotherhood of Man[46] 1981?
- Elaine Paige — Love Hurts (1985)[47]

### 1990-е
- Air Supply — The Earth Is… (1991)[48][49][50]
- Pandora создали в 1992 году испаноязычную версию под названием «Desde el dia que te fuiste», которая побывала на вершине хит-парада Hot Latin Tracks[51]. Эту версию перепела оперная поп-группа Il Divo для альбома Siempre, выпущенного в ноябре 2006 года[52].
- Klase Aparte — Aqui Esperandote (1996)(«Sin ti», версия в жанре меренге)[53].
- Grupo Límite — Sentimientos (1997)[54]
- Tito Nieves записал версию в жанре сальсы в альбоме I Like It Like That (1997)[55].
- Пит Хэм в альбоме Golders Green, выпущенном посмертно в 1999 году. Это демоверсия оригинала продолжительностью 2:16[56].
- Bobby Conn — Llovessonngs (1999)[57]

### 2000-е
- Donny Osmond — Somewhere in Time (2002)[58]
- Jade Kwan — Jade-2 Special Edition (2003)[59]
- Бельгийская певица Natalia — This Time (2003)[60]
- Hall & Oates — Our Kind of Soul (2004)[61]
- Al Bano & Лариса Долина — Per Chi (2005)
- Clay Aiken — A Thousand Different Ways (2006)[62]
- Шведский музыкант Timo Räisänen — And Then There Was Timo (2008)[63]
- Крис де Бург — Footsteps (2008)[64]
- Collin Raye — Never Going Back (2009)[65]

### 2010-е
- Sixx:A.M. — Prayers for the Blessed (vol. 2) (2016)